# Licab
Licab est une localité de la province de Nueva Ecija, aux Philippines. En 2015, elle compte 28 254 habitants.

## Découpage territorial
Licab est divisé en 11 barangay.
- Aquino
- Linao
- Poblacion Norte
- Poblacion Sur
- San Casimiro
- San Cristobal
- San Jose
- San Juan
- Santa Maria
- Tabing Ilog
- Villarosa

## Histoire
Licab est un ancien site de la municipalité d'Aliaga et était connu sous le nom de "Pulong Samat". Une zone boisée entourée de rivières et de ruisseaux était habitée par trente familles composées d'Ilocano, de Kapampangan et de Tagalog, jusqu'à ce que les frères Esguerra arrivent et vivent avec les habitants.
Don Dalmacio, l'un des frères Esguerra, a dirigé le défrichement des vastes prairies et des broussailles avec ses frères et les habitants, jusqu'à ce qu'ils cultivent la région avec une récolte abondante.
En raison de l'augmentation de la population de Pulong Samat, Dalmacio a dirigé la création d'un "gunglo" qui a servi de conseil ou de gouvernement de Pulong Samat. Le conseil susmentionné a commencé à changer le nom de Pulong Samat et a utilisé plus tard "Licab" qui venait de l'ilocano en disant "kaskada agliklikab ti ani ti pagay de" qui signifie "le riz qui est collecté coule".
En 1882, dirigés par Don Dalmacio, les dirigeants locaux des barrios de Santa Maria, Licab, Bantog et les sites voisins ont présenté une pétition à l'administration civile du gouvernement espagnol aux Philippines pour la création d'une municipalité distincte de la municipalité d'Aliaga .
Après plus de dix ans, ayant satisfait aux exigences prescrites par les dirigeants du gouvernement espagnol aux Philippines, l'ordre de création de la municipalité de Licab a été adopté sous la direction du gouverneur général Ramón Blanco et est entré en vigueur le 28 mars 1894.